# Relazioni bilaterali tra Impero romano e Persia
Intorno al 96 a.C. furono stabilite relazioni tra l'Impero romano e l'Impero partico. Nel 69 a.C. i due stati si erano scontrati per la prima volta e la rivalità politica tra i due imperi avrebbe dominato gran parte dell'Asia occidentale e dell'Europa fino al 628. Inizialmente iniziando come rivalità tra i Parti e Roma, dal III alla metà del VII secolo, l'Impero romano (in seguito l'Impero bizantino) e il suo rivale l'Impero sasanide. La Persia venne riconosciuta come due delle principali potenze del mondo dell'epoca.

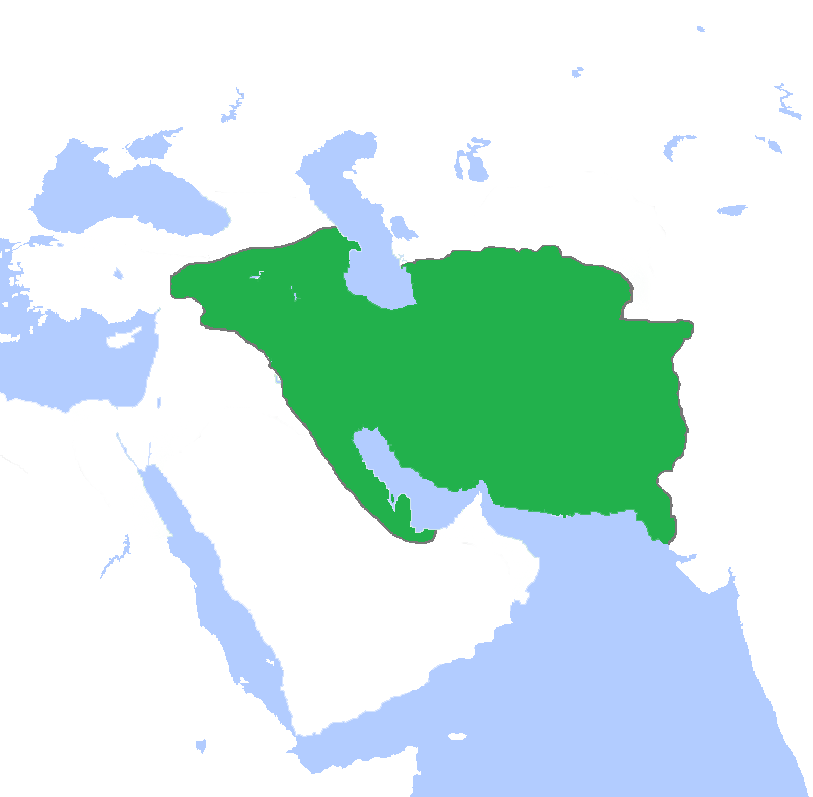
La massima estensione dell'Impero partico

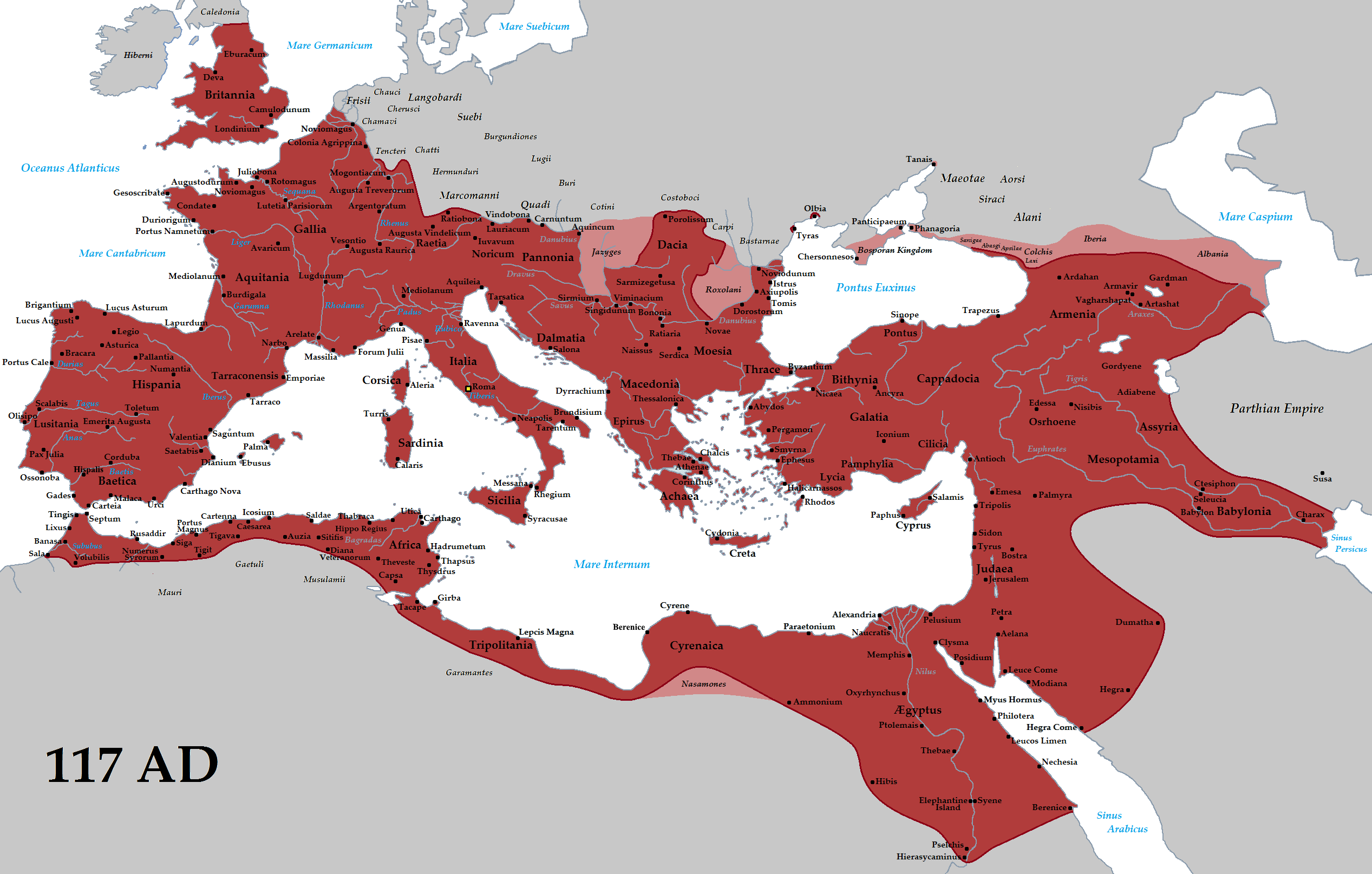
Massima estensione dell'Impero romano

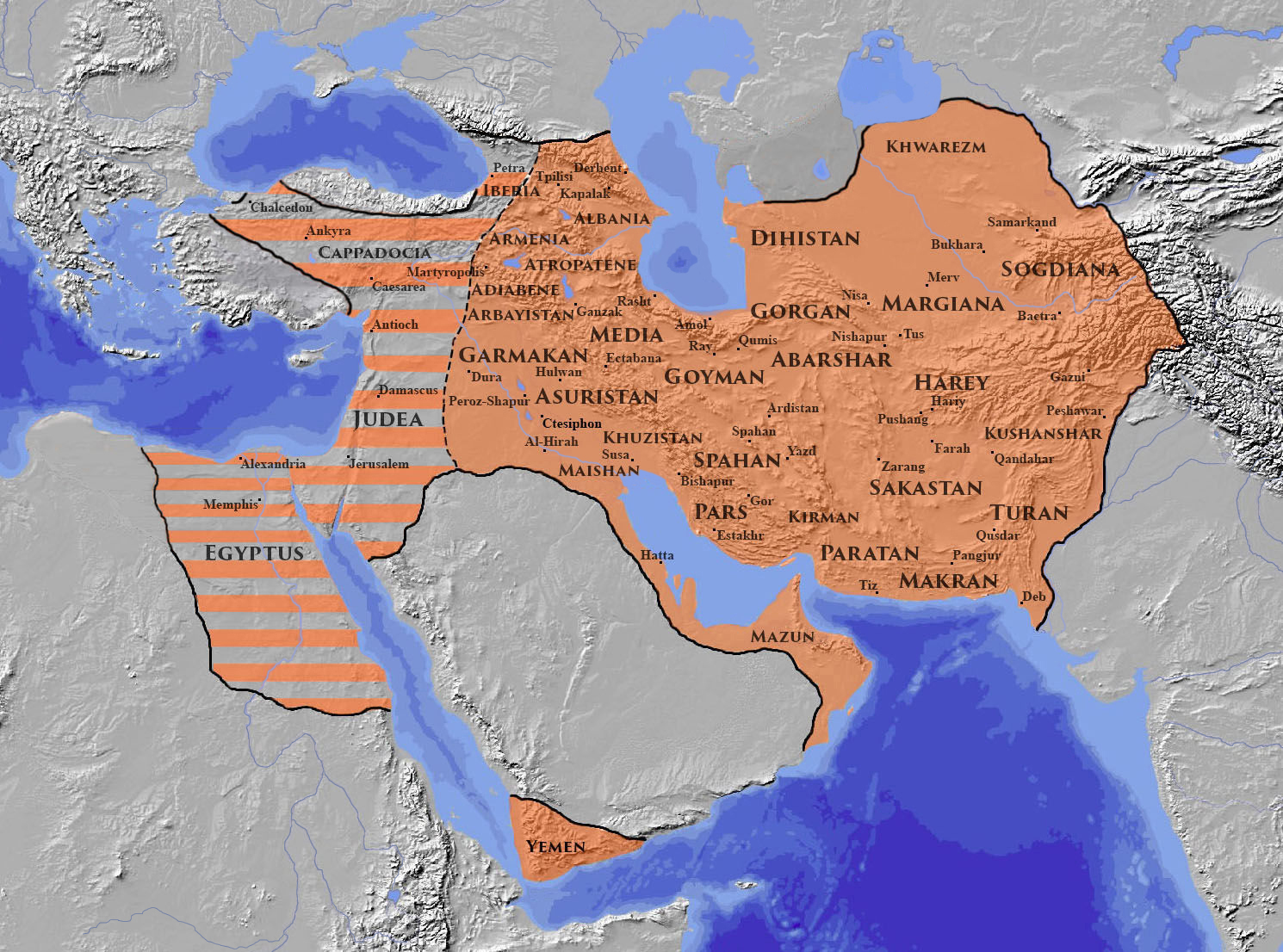
Massima estensione territoriale della Persia sassanide

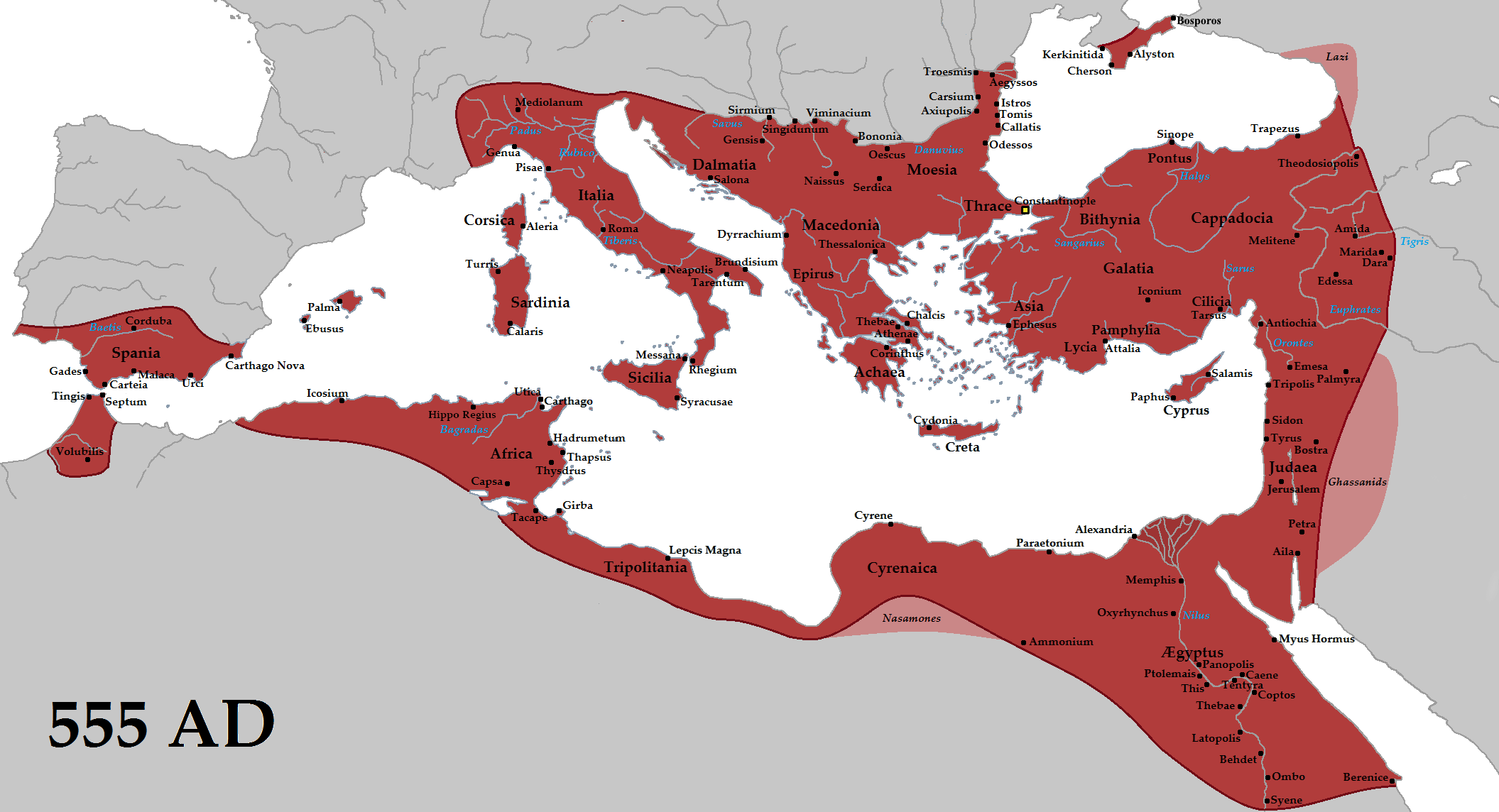
Massima estensione dell'impero bizantino sotto Giustiniano

## Relazioni durante la Repubblica
Il primo contatto diretto tra la Repubblica romana e l'Impero partico avvenne intorno al 96 a.C., quando Lucio Cornelio Silla, mentre era proconsole in Cilicia, incontrò l'ambasciatore dei Parti Orobazo. Plutarco riferì di essere riuscito a mediare tra l'ambasciatore dei Parti e un ambasciatore del Ponto, e concludere un trattato che stabiliva l'Eufrate come confine tra le due potenze. Orobazo fu giustiziato al suo ritorno in patria per aver permesso a Silla di sconfiggerlo, e Silla stesso in seguito venne criticato per essere stato troppo pesante nel trattare una nazione così potente.
La prima volta che i romani entrarono in contatto militare diretto con l'Impero partico fu quando Lucullo invase il Regno d'Armenia nel 69 a.C., provocando attriti diplomatici e scontri alla frontiera tra Armenia e Impero partico. Nel corso dei decenni successivi entrambi gli imperi si impigliarono in guerre civili reciproche, forse a partire dalla disastrosa invasione di Partia da parte di Crasso. Successivamente l'Impero partico fu coinvolto nella guerra civile dopo l'assassinio di Giulio Cesare. Nel 42 a.C., quando Marco Antonio creò una legione romana in Siria, l'inviato di Cassio, Quinto Labieno unì le forze con il re Orode II dei Parti, guidati da Pacoro I, e attaccò il Levante e l'Asia Minore. Tuttavia, questo non doveva durare poiché Antonio mandò con successo il suo generale Publio Ventidio Basso a recuperare il territorio perduto. Dopo qualche difficoltà a trattare con i re partici, i romani alla fine sottomisero la provincia riconquistata e imposero Erode il Grande come re. Le forze di Antonio tentarono di attraversare l'Eufrate nella città di Zeugma ma furono trattenute dalle difese dei Parti e dovettero accontentarsi dell'annessione del regno armeno dopo aver deposto il suo re.

## Relazioni durante la dinastia giulio-claudiana

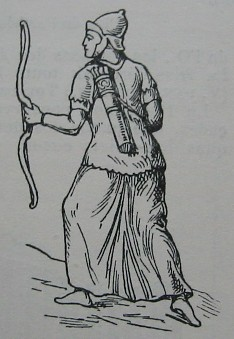
Un guerriero dei Parti raffigurato sulla colonna di Traiano

Augusto detestava cercare ulteriori conflitti con l'Impero partico. Tuttavia, gli ambiti stendardi erano ancora rispettati dai Parti e questo era di grande preoccupazione per Augusto, costringendolo a riguadagnarli con un metodo meno convenzionale. Nel 30 a.C., Fraate IV usurpò il trono di Tiridate II di Partia che fuggì in Siria sotto la protezione dei romani, da dove lanciò un attacco alla sua terra natale. Sebbene ciò fallì, fu raggiunto un accordo in base al quale poteva vivere sotto i Romani come re in esilio se avesse mediato il ritorno degli stendardi romani. Gli standard furono restituiti al futuro imperatore Tiberio, che li ricevette su un'isola nell'Eufrate.
Il mezzo secolo successivo vide le relazioni tra le due nazioni antagoniste ma non apertamente ostili, con i romani che sostenevano senza successo una serie di re pretendenti, tra cui Claudio nel 49 d.C., indicando in che misura Roma stava tentando di influenzare la politica partica per i propri fini. Tuttavia, durante il regno di Nerone, Vologases I invase l'Armenia e impose suo fratello sul trono, interrompendo l'equilibrio di influenza che fino a quel momento era esistito lì. La guerra che seguì fu conclusa da un compromesso che permise al principe partico Tiridate I di Armenia e ai suoi discendenti di regnare in Armenia a condizione che lui e i suoi successori ricevessero la loro corona dall'imperatore romano e governassero come suoi clienti.
Strabone descrisse l'impero partico come l'unico rivale esistente a Roma.

## Relazioni durante la dinastia dei Flavi
Durante il dominio di Vespasiano, l'Impero partico sembrò fare alcuni tentativi di rafforzare i legami tra i due poteri, come chiedere di formare un'alleanza nel Caucaso contro le bellicose tribù sarmate e offrire assistenza a Vespasiano contro l'imperatore di breve durata Vitellio una volta che divenne chiaro che Vespasiano avrebbe governato. Tuttavia, entrambi questi vespasiani hanno rifiutato. 

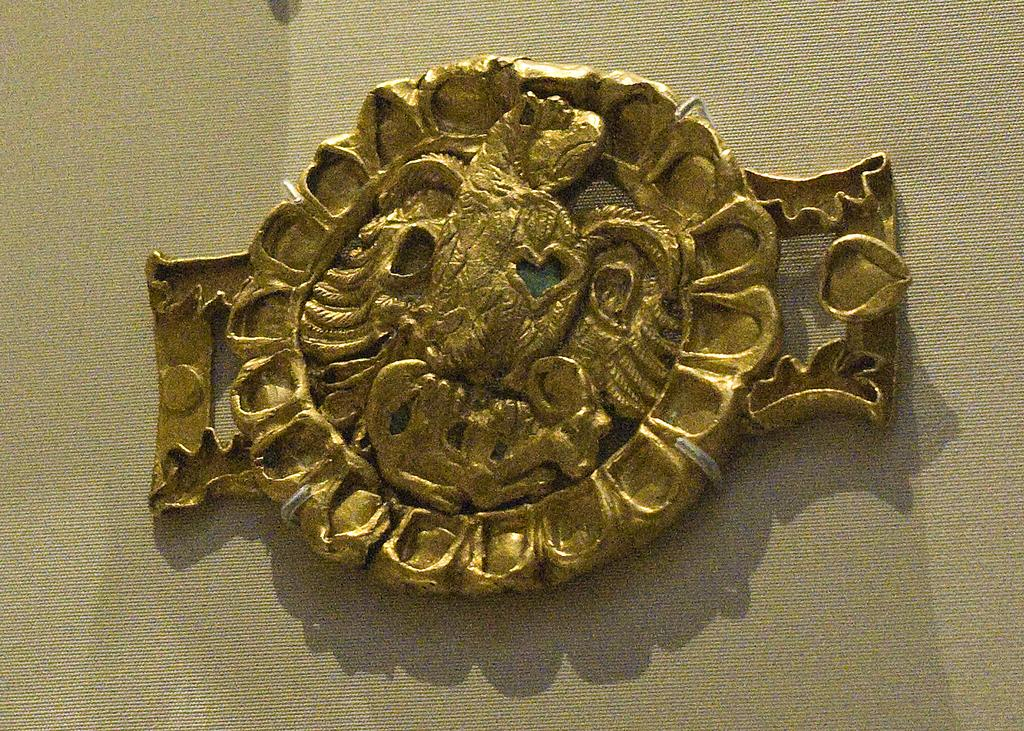
Secchio per cintura partico con influenze culturali romane

## Relazioni nella tarda antichità

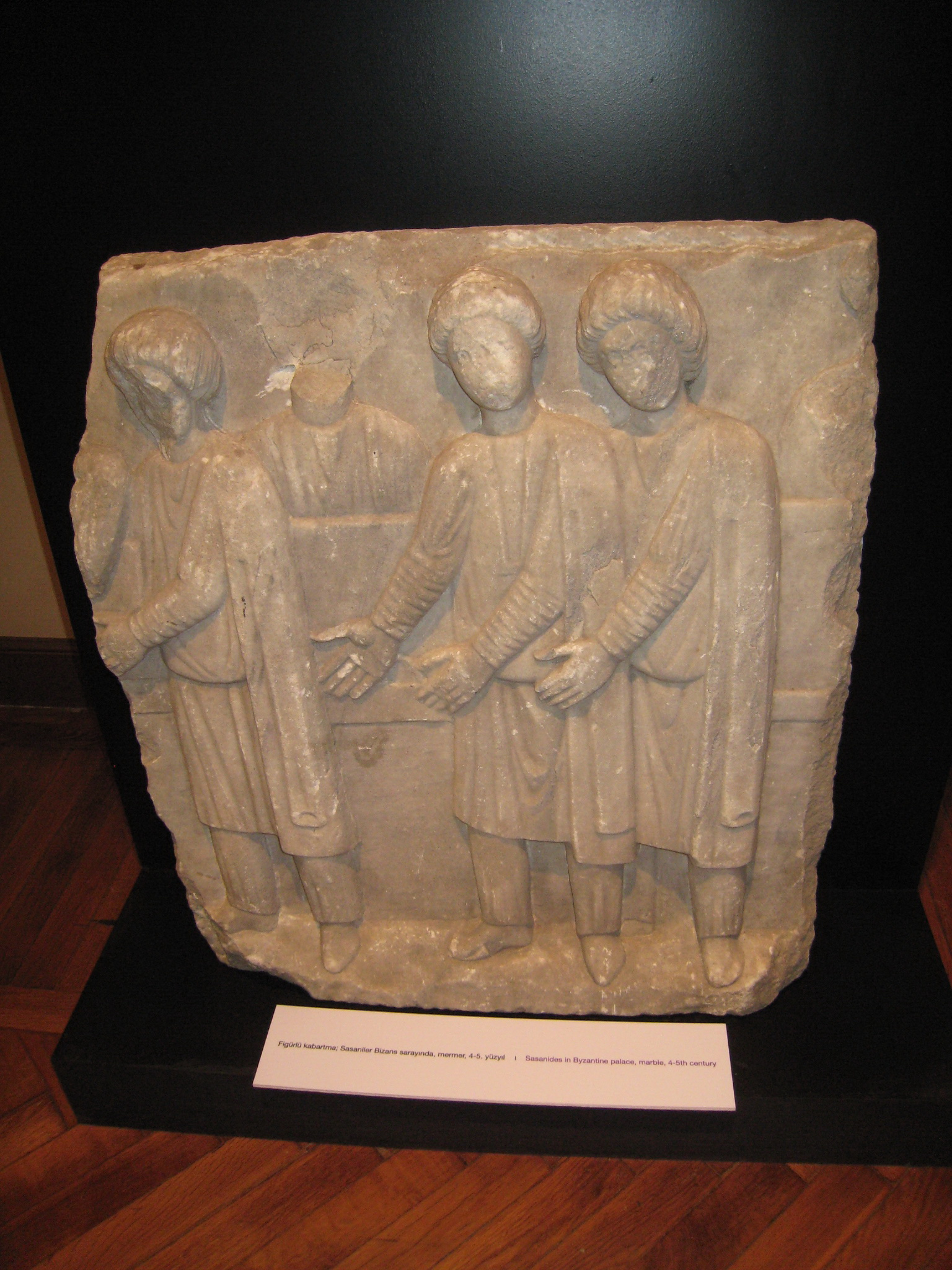
Ambasciata sasanide presso l'Impero bizantino, rilievo in pietra nei musei archeologici di Istanbul, Turchia

Nel II secolo d.C., l'equilibrio del potere si spostò enfaticamente a favore dei romani. Una serie di invasioni invase ripetutamente la Mesopotamia e saccheggiò la capitale partica di Ctesifonte, ottenendo sostanziali guadagni territoriali nella Mesopotamia settentrionale e beneficiando della manipolazione di frequenti guerre civili dinastiche partiche, che alla fine minarono lo stato partico. Sotto Caracalla, si verificò un'interessante svolta nelle relazioni tra i Parti. Dopo aver presentato una richiesta per sposare la figlia del re persiano Artabano IV (potenzialmente permettendo a un erede di assumere il controllo di entrambi gli imperi) Caracalla massacrò il partito diplomatico inviato per organizzare il matrimonio e tentò un'invasione della Persia nel 216. Alla fine non ebbe successo e il I persiani presto si vendicarono, infliggendo pesanti perdite ai romani.
La sostituzione dell'Impero dei Parti con quella dei Sasanidi nel 226 d.C., che era più stabile ed efficacemente organizzata, spostò l'equilibrio di potere contro i Romani. Il vicino rivale impero sasanico e l'impero romano - bizantino furono riconosciuti come le due principali potenze mondiali, per un periodo di oltre 400 anni.
Le frequenti aggressioni persiane durante il 3 ° secolo hanno messo a dura prova le difese romane, ma i romani alla fine riuscirono a respingerle ed evitare qualsiasi perdita territoriale. In effetti, alla fine ottennero significativi guadagni verso la fine del secolo, anche se questi furono invertiti a metà del IV secolo. A quel punto i conflitti raggiunsero una dimensione religiosa aggiunta. È in questo contesto che il futuro delle relazioni romano-persiane si svolgerà nei secoli restanti, proseguendo nell'era bizantina. Nessuna delle due parti fu in grado di infliggere una vittoria militare decisiva e convincente contro l'altra, e il movimento tra ostilità e diplomazia avrebbe continuato a svolgersi tra ciascuna potenza.
Secondo alcune fonti, due anni prima della sua morte, Shapur I sposò una figlia di Aureliano e tentò di romanizzare ulteriormente la città di Jundishapur, che all'epoca era popolata principalmente dai prigionieri di guerra romani.
Nel V secolo, i romani fornirono un sussidio, come richiesto dai sasanidi, per costruire difese a Derbent, attraverso le quali le incursioni delle tribù delle steppe settentrionali mettevano in pericolo entrambi gli imperi.
Nel 395 d.C., 18.000 popolazioni romane di Sofene, Armenia, Mesopotamia, Siria e Cappadocia furono catturate e deportate dagli "Unni". I prigionieri furono liberati dai persiani quando raggiunsero la Persia e si stabilirono a Slōk (Wēh Ardashīr) e Kōkbā (Kōkhē). L'autore del testo Liber Calipharum ha elogiato il re Yazdgard I (399–420) per il suo trattamento dei deportati, che permise anche ad alcuni di tornare.